# Kirche Japenzin

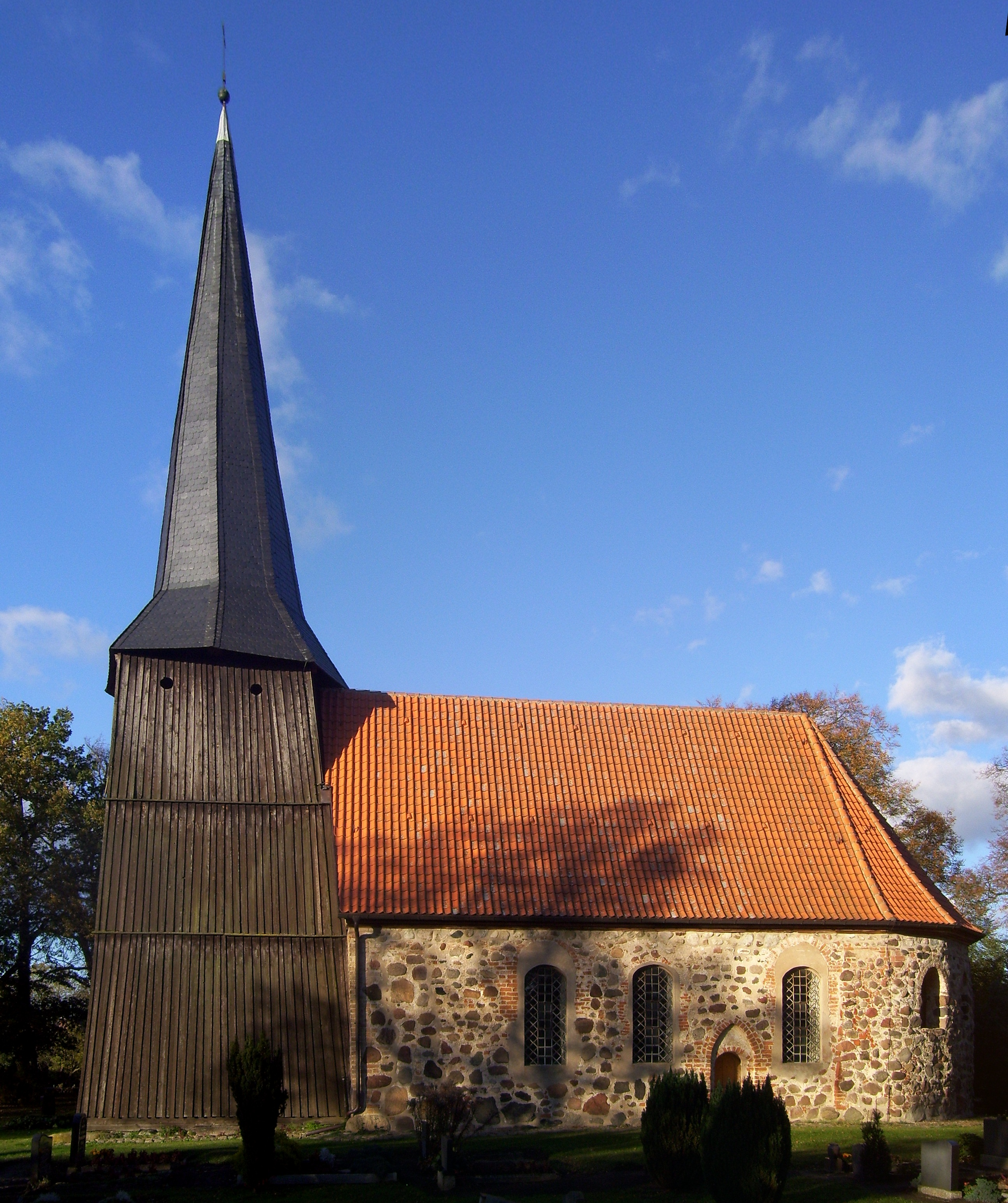
Kirche Japenzin

Die Kirche Japenzin ist ein spätmittelalterliches Kirchengebäude in Japenzin in Vorpommern.
Der rechteckige, ziegelgedeckte Feldsteinbau mit polygonalem Abschluss im Osten ummantelt den älteren Vorgängerbau aus Fachwerk. Im Westen steht ein vorgesetzter, verbretterter Kirchturm mit achteckigem Helm, der erstmals 1667 erwähnt wird; Mitte der 1990er Jahre wurde er saniert.
Zur Ausstattung gehören ein geschnitzter Flügelaltar vom Ende des 15. Jahrhunderts, der 1960 restauriert wurde, ein Opferstock sowie eine einen Prediger auf der Kanzel darstellende Glasmalerei von 1612. Die Orgel wurde von Barnim Grüneberg aus Stettin gefertigt.
Die drei Glocken der Kirche sind alle restauriert; zwei stammen aus dem Jahr 1366, eine andere wurde um 1400 gegossen. Sie gelten als das älteste Glockenensemble in Vorpommern.
Die evangelische Kirchgemeinde gehört seit 2012 zur Propstei Pasewalk im Pommerschen Evangelischen Kirchenkreis der Evangelisch-Lutherischen Kirche in Norddeutschland. Vorher gehörte sie zum Kirchenkreis Greifswald der Pommerschen Evangelischen Kirche.